# Herrarnas fyrmanna i bob vid olympiska vinterspelen 2002
Herrarnas fyrmannabobåkning i vinter-OS 2002 ägde rum i Park City i Salt Lake City, USA.

## Medaljörer
| Gren             | Guld                                                        | Silver                                                     | Brons                                            |
| Herrar, fyrmanna | Tyskland André Lange Enrico Kühn Kevin Kuske Carsten Embach | USA Todd Hays Randy Jones Bill Schuffenhauer Garrett Hines | USA Brian Shimer Mike Kohn Doug Sharp Dan Steele |

## Resultat
| Plac. | Land                     | Tid     | -tid    | Åk 1   | Åk 2   | Åk 3   | Åk 4   | Namn 1              | Namn 2                  | Namn 3              | Namn 4                 |
| ----- | ------------------------ | ------- | ------- | ------ | ------ | ------ | ------ | ------------------- | ----------------------- | ------------------- | ---------------------- |
| 1     | Tyskland                 | 3:07,51 | N/A     | 46,71s | 46,64s | 46,84s | 47,32s | Andre Lange         | Enrico Kuhn             | Kevin Kuske         | Carsten Embach         |
| 2     | USA                      | 3:07,81 | +0,10s  | 46,65s | 46,61s | 47,22s | 47,33s | Todd Hays           | Randy Jones             | Bill Schuffenhauer  | Garreth Hines          |
| 3     | USA                      | 3:07,86 | +0,35s  | 46,83s | 46,82  | 46,98s | 47,23s | Brian Shimer        | Mike Kohn               | Doug Sharp          | Dan Steele             |
| 4     | Schweiz                  | 3:07,95 | +0,44s  | 46,72s | 46,63s | 47,11s | 47,49s | Martin Annen        | Silvio Schaufelberger   | Beat Hefti          | Cedric Grand           |
| 5     | Frankrike                | 3:08,56 | +1,05s  | 46,92s | 46,86s | 47,25s | 47,53s | Bruno Mingeon       | Eric Le Chanony         | Christophe Fouquet  | Alexandre Arbez        |
| 6     | Schweiz                  | 3:08,59 | +1,08s  | 46,71s | 46,93s | 47,33s | 47,62s | Christian Reich     | Steve Anderhub          | Guido Acklin        | Urs Aeberhard          |
| 7     | Lettland                 | 3:09,06 | +1,55s  | 46,99s | 46,82s | 47,60s | 47,65s | Sandis Prusis       | Marcis Rullis           | Janis Silarajs      | Janis Ozols            |
| 8     | Ryssland                 | 3:09,15 | +1,64s  | 47,14s | 46,98s | 47,45s | 47,58s | Yevgeny Popov       | Pyotr Makarchuk         | Sergey Golubyev     | Dmitry Stepushkin      |
| 9     | Kanada                   | 3:09,17 | +1,66s  | 47,12s | 46,97s | 47,41s | 47,67s | Pierre Lueders      | Ken Leblanc             | Giulio Zardo        | Pascal Caron           |
| 10    | Frankrike                | 3:09,20 | +1,69s  | 46,88s | 47,03s | 47,47s | 47,82s | Bruno Thomas        | Michael Andre           | Thibault Giroud     | Philippe Paviot        |
| 11    | Storbritannien           | 3:09,37 | +1,86s  | 47,09s | 47,05s | 47,44s | 47,79s | Neil Scarisbrick    | Scott Rider             | Philip Goedluck     | Dean Ward              |
| 12    | Lettland                 | 3:09,44 | +1,93s  | 46,99s | 46,99s | 47,80s | 47,66s | Gatis Guts          | Intars Dicmanis         | Maris Rozentals     | Gunars Bumbulis        |
| 13    | Österrike                | 3:09,57 | +2,06s  | 47,19s | 47,27s | 47,51s | 47,60s | Wolfgang Stampfer   | Michael Muller          | Klaus Seelos        | Martin Schutzenauer    |
| 14    | Storbritannien           | 3:09,77 | +2,26s  | 47,06s | 47,32s | 47,41s | 47,98s | Lee Johnston        | Philip Harries          | David Mccalla       | Paul Attwood           |
| 15    | Tjeckien                 | 3:09,93 | +2,42s  | 47,23s | 47,17s | 47,58s | 47,95s | Pavel Puskar        | Milan Studnicka         | Peter Kondrat       | Ivo Danilevic          |
| 16    | Ryssland                 | 3:10,15 | +2,64s  | 47,26s | 47,09s | 47,76s | 48,04s | Aleksandr Zubkov    | Aleksey Selivertsov     | Filipp Yegorov      | Aleksey Andryunin      |
| 17    | Nederländerna            | 3:10,38 | +2,87s  | 47,15s | 47,18s | 47,82s | 48,23s | Arend Glas          | Edwin van Calker        | Timothy Beck        | Marcel Welten          |
| 18    | Polen                    | 3:10,73 | +3,22s  | 47,22s | 47,48s | 47,93s | 48,10s | Tomasz Zyla         | Dawid Kupczyk           | Krzysztof Sienko    | Tomasz Gatka           |
| 19    | Italien                  | 3:10,96 | +3,45s  | 47,48s | 47,40s | 48,11s | 47,97s | Fabrizio Tosini     | Andrea Pais de Libera   | Massimiliano Rota   | Giona Cividino         |
| 20    | Japan                    | 3:11,77 | +3,66s  | 47,65s | 47,46s | 47,92s | 48,14s | Hiroshi Suzuki      | Shinji Miura            | Shinji Doigawa      | Masanori Inoue         |
| 21    | Rumänien                 | 3:11,66 | +4,15s  | 47,59s | 47,66s | 48,19s | 48,22s | Florian Enache      | Adrian Duminicel        | Iulian Pacioianu    | Teodor Demetriad       |
| 22    | Ukraina                  | 3:13,77 | +6,26s  | 48,03s | 48,09s | 48,76s | 48,89s | Oleg Polivach       | Bohdan Zamostyanyk      | Oleksandr Ivanyshyn | Jurij Zhuravski        |
| 23    | Ungern                   | 3:14,55 | +7,04s  | 48,26s | 48,18s | 49,03s | 49,08s | Nicholas Frankl     | Gyulai Marton           | Bertalan Pinter     | Zsolt Zsombor          |
| 24    | Slovakien                | 3:15,42 | +7,91s  | 47,80s | 47,88s | 51,10s | 48,64s | Milan Jagnesak      | Brano Prielony          | Marian Vanderka     | Robert Krestanko       |
| 25    | Jugoslavien              | 3:15,55 | +8,04s  | 48,66s | 48,79s | 48,97s | 49,13s | Boros Radenovic     | Dalibor Durdic          | Raso Vucinic        | Vuk Radenovic          |
| 26    | Kroatien                 | 3:16,14 | +8,63s  | 48,84s | 48,45s | 49,17s | 49,68s | Ivan Sola           | Boris Lovric            | Duliano Koludra     | Niki Drpic             |
| 27    | Brasilien                | 3:16,73 | +9,22s  | 48,91s | 48,76s | 49,44s | 49,62s | Eric Maleson        | Matheus Inocencio       | Edson Bindilatti    | Cristiano Rogerio Paes |
| 28    | Marocko                  | 3:17,19 | +9,68s  | 47,82s | 48,02s | 52,44s | 48,91s | Albert Grimaldi     | Charles Oula            | Sebastien Gattuso   | Patrice Servelle       |
| 29    | Kinesiska Taipei         | 3:17,76 | +10,25s | 48,86s | 49,19s | 50,03s | 49,68s | Chen Chin-San       | Chen Chien-Li           | Lin Ruei-Ming       | Chen Chien-Sheng       |
| 30    | Tyskland                 | DNF     | 46,91s  | 46,77s | DNS    |        |        | Christoph Langen    | Markus Zimmermann       | Franz Sagmeister    | Stefan Barucha         |
| 31    | Norge                    | DQ      | 47,18s  | 47,84s | DQ     |        |        | Arnfinn Kristiansen | Ole Christian Stromberg | Bjarne Royland      | Mariusz Konrad Musial  |
| 32    | Nya Zeeland              | DNF     | 50,67s  | DNS    |        |        |        | Alan Henderson      | Steve Harrison          | Angus Ross          | Mark Edmond            |
| 33    | Amerikanska Jungfruöarna | DNF     | 51,36s  | DNS    |        |        |        | Keith Suzdziarski   | Paul Zar                | Christian Brown     | Michael Savitch        |